# Games for Business
A Games for Business egy magyarországi székhelyű, teljes mértékben magyar tulajdonban lévő termékfejlesztő cég, amely a gamifikáció területén úttörő szerepet tölt be. A vállalat innovatív, játékosított oktatási platformot fejleszt, amelynek célja a vállalati képzések megreformálása. A cég platformja, a Trees of Knowledge számos hazai és nemzetközi vállalat számára kínál alternatívát a vállalati képzések terén.

## Történet
A vállalat 2006-ban alakult Pécsett, Magyarországon. Az alapítás óta a cég egyre nagyobb szerepet tölt be a gamifikációs megoldások fejlesztésében, különös tekintettel a vállalati oktatásra és képzésre. 

## Felhasználási területek
A Games for Business által fejlesztett platform különböző területeken alkalmazható: 
- Preboarding
- Onboarding
- Épületek, telephelyek megismertetése
- Hagyományos képzések helyett innovatív oktatási módszerek bevezetése
- Munkahelyi jutalmazási rendszer játékosítása
- Üzleti folyamatokkal kapcsolatos ismeretátadás (pl.: sales, ügyfélélmény, stratégia)
- Rendezvények támogatása
- Gyermekeknek szóló tanulmányi versenyek lebonyolítása

## Módszertan
A cég által alkalmazott játékosítási módszerek közé tartoznak: 
- Microlearning és repetitív tanulás – A tananyagot kisebb egységekre bontva, figyelemfelkeltő módon dolgozzák fel.
- Külső motiváció – Pontok, jelvények és szintek gyűjtése ösztönzi a felhasználókat.
- Belső motiváció – Innovatív módszerekkel növeli a tanulók elköteleződését.
- Azonnali visszajelzés – A felhasználók folyamatos visszacsatolást kapnak teljesítményükről.
- Testre szabható haladás – A tanulási folyamat rugalmasan alakítható.
- Csoportos és csapatfunkciók – Együttműködési lehetőségek biztosítása.
- Gyűjthető játékelemek – Játékos elemek beépítése a tanulási folyamatba.
- Párbeszédek és döntési szituációk – Interaktív döntési helyzetek kialakítása.
- Párbaj funkció – A felhasználók közötti versengés lehetősége.

## Díjak és elismerések
A Games for Business számos szakmai elismerésben részesült: 
- HRBEST Silver Award 2023 – PlayCampus Onboarding
- HRKOMM Award 2023 – Arrival Experience (Digital Preboarding Gold) - MBH Bank Preboarding projekt
- HRBEST 2022 – Digital Employee Experience (Digital Preboarding Gold) MBH Bank Preboarding Projekt
- HRBEST 2022 – Futureproof Organizations (Digital Onboarding Silver) - MVM Projekt
- Mastercard – Bank of the Year 2022 – Employer Branding Activity of the Year (Digital Preboarding Gold)
- HRBEST Silver Award 2019 – UX-HR-Technology (Digital Galaxy)
- HRKOMM Silver Award 2019 – Digital Solutions (Digital Galaxy)
- Engage Awards Gold 2019 – The Best Use of Training (Generali Onboarding)
- Brandon Hall HCM Excellence Awards Silver 2018 – BP Fuel Station Ville
- Brandon Hall HCM Excellence Awards Bronze 2018 – Generali Onboarding